# Sierras de Ambargasta
El sistema de las sierras de Ambargasta es un cordón orográfico del centro-norte de la Argentina. Se sitúa en el sur de la provincia de Santiago del Estero y el norte de la provincia de Córdoba. Su altitud máxima es de alrededor de 500 m s. n. m. Pertenece a las Sierras Pampeanas septentrionales. Las serranías brotan desde de la vasta planicie limo-loéssica, y por sectores salitrosa, correspondiente a la llanura chacopampeana, de destacada chatura.

## Geografía

### Situación geográfica y características
Este sistema serrano se desarrolla en dos provincias argentinas, la parte septentrional se encuentra en el sur de Santiago del Estero, en la región centro-sur del departamento Ojo de Agua (al este de las salinas de Ambargasta). La porción austral se localiza en el norte de Córdoba, en el departamento Sobremonte. Las coordenadas del sector fronterizo interprovincial son: 29°32′22″S 63°59′13″O / -29.53944, -63.98694. La cota máxima del tramo santiagueño sería de alrededor de 600 m s. n. m.

### Origen geológico
Geológicamente las sierras de Ambargasta están constituidas por intrusiones granitoides calcoalcalinas definidas como del tipo I, conformadas en un arco magmático de edad paleozoica inferior, principalmente granitoides rosados, pobres en biotita. Entre las rocas metamórficas, se destacan las corneanas La Clemira, que son pequeños afloramientos de rocas metamórficas de contacto (de edad Cámbrica media), y otros afloramientos de carácter regional a la manera de colgajos, como las metamorfitas Pozo del Macho (del Proterozoico superior).
Sobre este basamento, y en discordancia, se apoyan rocas sedimentarias carentes de metamorfismo, representantes de las Formaciones El Escondido y La Puerta. También ocurren pórfidos graníticos en diques (como el de Oncán), vetas de manganeso e intrusiones de tonalitas, como la de Quebrachos Colorados.
Estas sierras se sitúan en la unidad geológica homogénea (UGH) “Sierras de Sumampa y Ambargasta”, y al conjunto de ambas se denomina ‘‘batolito de la sierra Norte’’.
La presencia de yacimientos de manganeso es importante en la zona; también hay cuarzo, feldespato, caliza, mica, etc.
El pie de sierra y el llano que rodea los perfiles positivos poseen suelos compuestos por depósitos de materiales Cuaternarios de origen fluvial y eólico, representados por limos arcillosos con aportes arenosos finos, siendo el nivel superior en algunos sectores de carácter loéssico-calcáreo (en especial en las zonas no inundables), calcificados (con carbonato de calcio en el perfil),  de tipo pedocálcico, en razón del proceso de lavado —limitado o completo— del mismo.

### Cerros
En Santiago del Estero
La cota máxima de estas sierras en el sector santiagueño sería el cerro Negro, de 500 m s. n. m. Otros cerros son el Huascán y el Bayo.
En Córdoba
En el sector austral del sistema, próximo al cerro Colorado y a las sierras de Sumampa se encuentran el cerro San Francisco y el cerro Cachi. Hacia el sur el sistema aumenta en altitud al prolongarse en el sistema de las sierras de Macha de las sierras de Córdoba.

### Hidrografía
Son pocos los cursos fluviales que posee. Hacia el este se encuentra el arroyo Sarmiento. En el extremo norte, vierte sus aguas hacia las salinas de Ambargasta la cañada Cajón. 

### Clima
Estas sierras poseen un clima «subtropical continental», de tipo monzónico, con una marcada amplitud térmica diaria, partiendo en la llanura desde el árido al semiárido del cordón mismo. Entre mayo y octubre presenta una marcada estación seca, con precipitaciones nulas en el invierno, el cual es frío en las noches, con mínimas absolutas de hasta -5 °C. Desde noviembre hasta abril se produce la temporada húmeda. El verano es poco ventoso, con calmas muy prolongadas; se alcanzan máximas superiores a los 45 °C.
Se caracteriza por estar situada en la región de mayor sequedad de la provincia. Los acumulados anuales de precipitación en la llanura son entre 450 y 500 mm, siendo en las laderas orientales de las sierras algo superiores a 500 mm. 
Como las sierras de Ambargasta representan entre 200 y 300 metros sobre la llanura circundante (la que se haya a unos 300 m s. n. m.) las lluvias orográficas que pueden desencadenar son muy pocas, por lo que la humedad las supera mayormente para concluir en los cordones catamarqueños. No obstante, algo de mayor humedad es capturada, a la que se le agrega la que permanece por la detención del viento desecante, más la que aporta la densa vegetación (y su sombra), y las quebradas refrescadas por pequeños arroyos temporarios con laderas de umbría, hace que se presentes condiciones más benignas que en la planicie a sus pies.

### Área protegida
Historia y situación
En el año 1997, y por medio de la ley provincial N.º 6381 (dentro del marco de la ley provincial N.º 5787), se creó la reserva provincial de uso múltiple sierras de Ambargasta.
Esta consideración es mayormente nominativa, careciendo de mayor efectividad, dada la compleja situación catastral de su territorio, con numerosa población ocupando desde épocas virreinales la mayor parte del área protegida, lo que torna muy difícil la concreción de un área de conservación efectiva de gran extensión. Estos pobladores han alterado buena parte del ecosistema, talando sus especies maderables, y con el característico sobrepastoreo de su rebaño caprino, especie especialmente eficaz en acceder a recursos inaccesibles para otro tipo de ganado doméstico, como trepar árboles, bajar ramas, y subir a cornisas y filos, haciendo que sean pocos los microhábitats que quedan libres de sus dientes. La fauna silvestre no se salva de la misma problemática que aqueja a la flora, siendo muy perseguida por los mismos pobladores, como simple divertimiento, recurso proteico o para eliminar a los predadores de sus animales domésticos.  
Flora

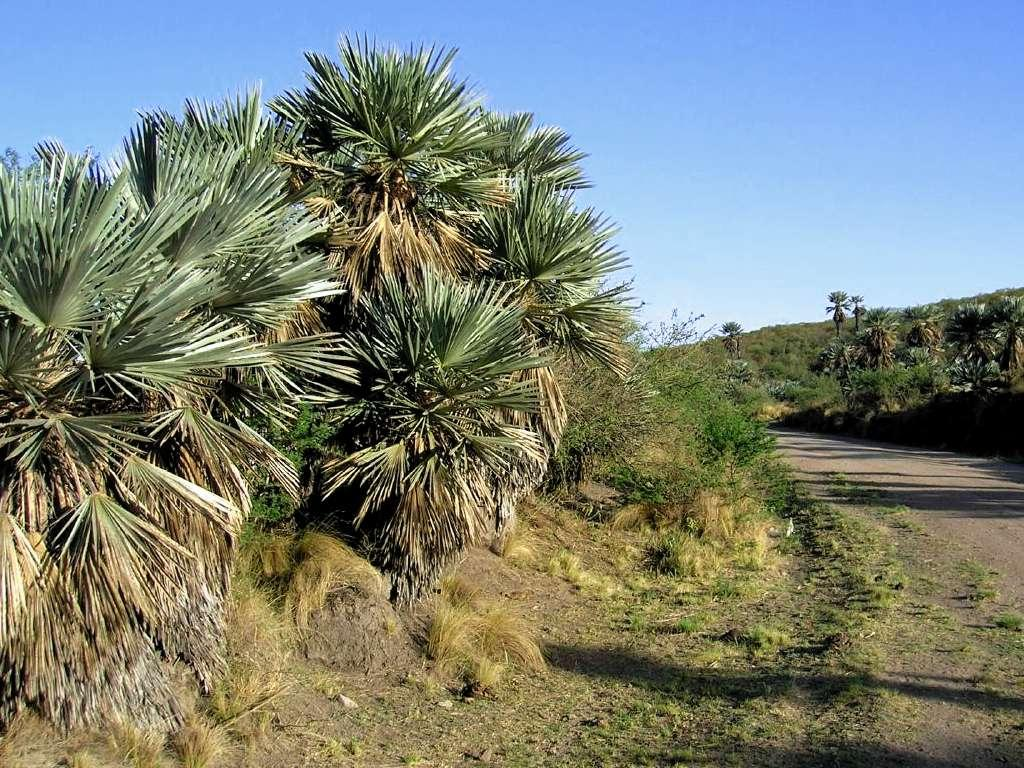
Las palmeras caranday son comunes en estas sierras.

La vegetación que se desarrolla en las sierras de Ambargasta corresponde al distrito fitogeográfico chaqueño serrano, siendo el pedemonte influenciado por el distrito fitogeográfico chaqueño árido; ambos forman parte de la provincia fitogeográfica chaqueña. Abundan los jarillares y las plantas espinosas, destacando las cactáceas, con diversos tamaños y formas. En la región limítrofe interprovincial destacan extensos pastizales antrópicos salpicados por palmeras caranday, ambiente generado por las frecuentes quemas de los ganaderos, para mantener el terreno libre de leñosas.
Fauna

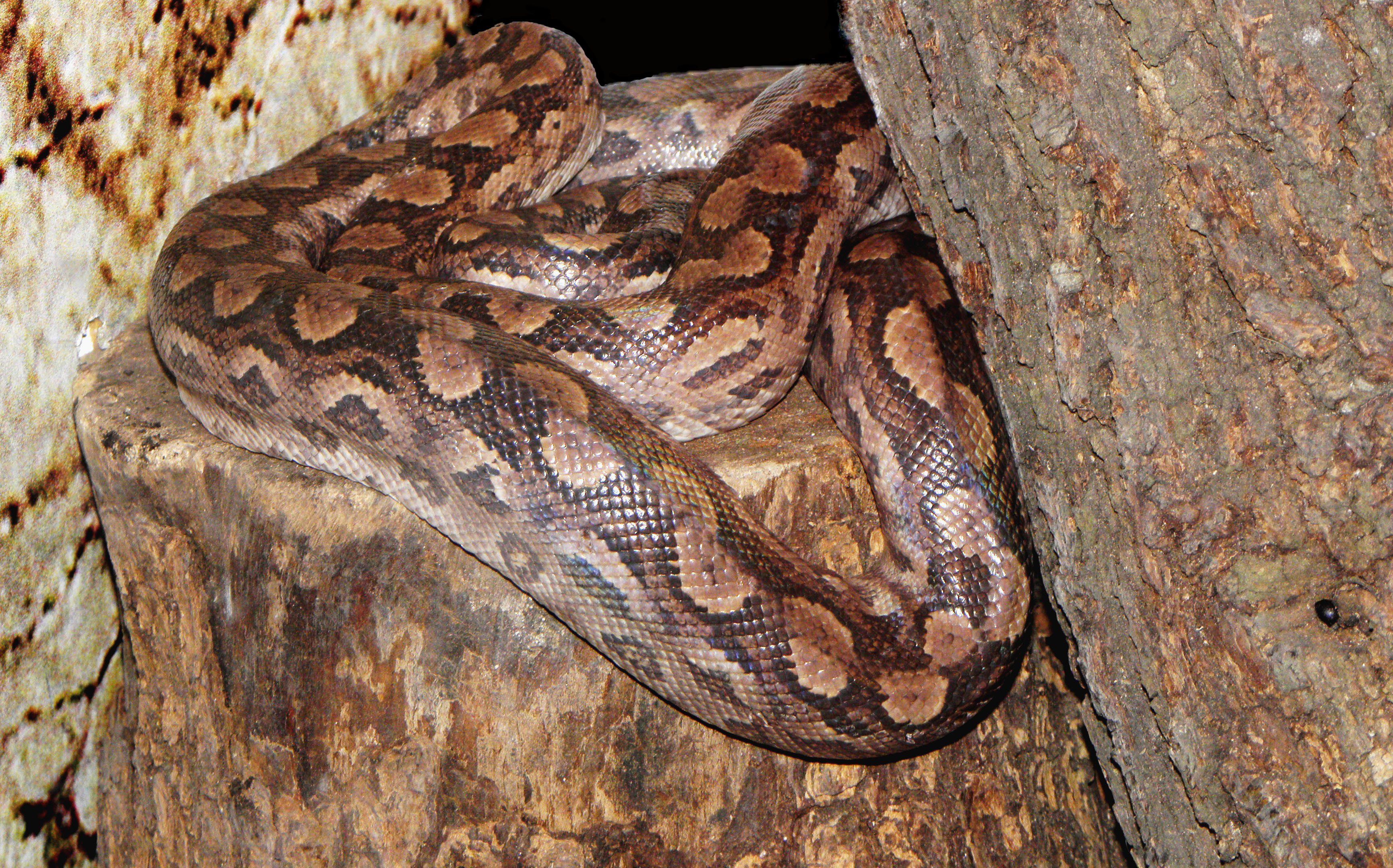
Entre los reptiles que habitan estas sierras se encuentran serpientes como la boa arcoíris chaqueña.

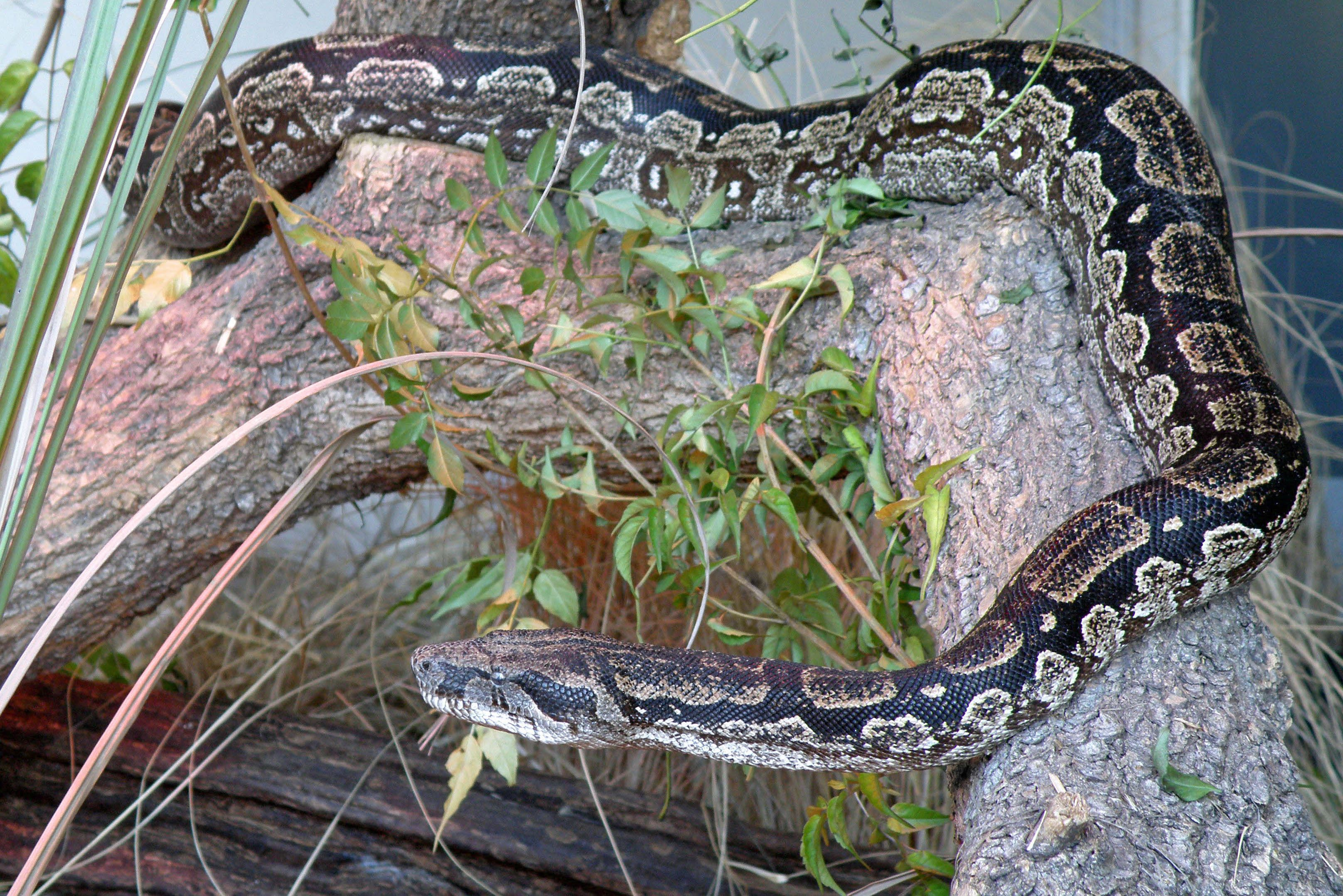
Entre los reptiles que habitan estas sierras se encuentran serpientes como la boa de las vizcacheras o lampalagua.

Entre los ofidios que habitan estas sierras se encuentran serpientes constrictoras como la boa arcoíris chaqueña y la boa de las vizcacheras o lampalagua.

### Geografía humana
Primitivos habitantes
A la llegada de los colonizadores españoles las sierras estaban habitadas por amerindios sedentarios y agricultores, el sector norte era ocupado por parcialidades tonocotes, mientras que el sector sur formaba parte del territorio de los sanavirones.

#### Localidades, acceso y turismo
Localidades
- En Santiago del Estero

En la vertiente oriental se ubican las localidades de Lomitas Blancas y Santo Domingo.
- En Córdoba

En la vertiente oriental se ubica la localidad de San Francisco del Chañar.
Estas sierras presentan atractivos turísticos, especialmente para la observación de naturaleza, campamentismo, treekking, etc. Generalmente por su infraestructura de servicios, se utilizan como base para conocer esta comarca la localidad cordobesa de San Francisco del Chañar, desde la cual se puede acceder fácilmente a los principales puntos de atracción turística el sector austral del encadenamiento serrano mediante las rutas provinciales 18 y 22, caminos de tierra transitables.